# Konståret 1969

## Händelser

### Oktober
- 4 oktober - chefredaktören för surrealisttidskriften L'Archibras Jean Schuster hoppar av sitt uppdrag och deklarerar i en artikel i den nystartade tidskriften Coupures att surrealismen är upplöst som grupp.

### Okänt datum
- KV konstskola startas i Göteborg.

## Priser och utmärkelser
- Prins Eugen-medaljen tilldelas Torsten Renqvist, skulptör, och Gustav Nordahl, skulptör.

## Verk
- Kenojuak Ashevak – Ugglan
- Nikolai Timkov – Rysk vinter

Jätten Vist

- Calle Örnemarks skulptur över Jätten Vist står klar.[1], vid Strandvägen i Huskvarna.

## Födda
- 20 mars - Stian Hole, norsk grafisk designer, illustratör och barnbokförfattare.
- 6 september - Tony DiTerlizzi, amerikansk illustratör,
- 22 november - Marjane Satrapi, iransk konstnär och serietecknare.
- okänt datum - Jesper Forselius, svensk musiker och konstnär.
- okänt datum - Simone Aaberg Kærn, dansk bildkonstnär och pilot.
- okänt datum - Loretta Lux, tysk fotograf.
- okänt datum - Lara Baladi, libanesisk konstnär.
- okänt datum - Emma Sahlén, svensk illustratör.

## Avlidna
- 14 mars - Ben Shahn (född 1898), amerikansk målare.
- 2 maj - Hialmar Rendahl (född 1891), svensk zoolog och konstnär.
- 20 juni - Rudolf Schwarzkogler  (född 1940), österrikisk konstnär inom body art och performance.
- 25 juli - Otto Dix (född 1891), tysk målare och grafiker.
- 3 augusti - Helmer MasOlle (född 1884), svensk målare och formgivare.
- 23 september - Emmy Olsson (född 1877), svensk konstnär

### Fotnoter
1. ↑  ”Årtal och händelser i Jönköping”. Jönköpings kommun. 6 mars 1969. Arkiverad från originalet den 14 augusti 2014. https://web.archive.org/web/20140814062255/http://maltell.se/historia/databas/search/kronologiviewmobil1950.php. Läst 18 maj 2014.